# Bonasa
Bonasa é um gênero de aves.

## Espécies
- Bonasa bonasia
- Bonasa sewerzowi
- Bonasa umbellus